# Municipio de Colfax (condado de Huron)
El municipio de Colfax (en inglés: Colfax Township) es un municipio ubicado en el condado de Huron en el estado estadounidense de Míchigan. En el año 2010 tenía una población de 1884 habitantes y una densidad poblacional de 20,87 personas por km².

## Geografía
El municipio de Colfax se encuentra ubicado en las coordenadas 43°48′23″N 83°3′58″O / 43.80639, -83.06611. Según la Oficina del Censo de los Estados Unidos, el municipio tiene una superficie total de 90.26 km², de la cual 89,49 km² corresponden a tierra firme y (0,84 %) 0,76 km² es agua.

## Demografía
Según el censo de 2010, había 1884 personas residiendo en el municipio de Colfax. La densidad de población era de 20,87 hab./km². De los 1884 habitantes, el municipio de Colfax estaba compuesto por el 96,71 % blancos, el 0,27 % eran afroamericanos, el 0,27 % eran amerindios, el 0,9 % eran asiáticos, el 0,48 % eran de otras razas y el 1,38 % eran de una mezcla de razas. Del total de la población el 1,65 % eran hispanos o latinos de cualquier raza.